# (6161) Vojno-Yasenetsky
(6161) Vojno-Yasenetsky es un asteroide perteneciente al cinturón de asteroides, región del sistema solar que se encuentra entre las órbitas de Marte y Júpiter, descubierto el 14 de octubre de 1971 por Liudmila Chernyj desde el Observatorio Astrofísico de Crimea (República de Crimea).

## Designación y nombre
Designado provisionalmente como 1971 TY2. Fue nombrado Vojno-Yasenetsky en homenaje a Valentín Féliksovich Voino-Yasenetski, cirujano y obispo. Como médico, ejerció en varios hospitales de distrito en el centro de Rusia, sirviendo como médico jefe en el hospital urbano de Tashkent y como profesor en la Universidad de Asia Central. A principios de la década de 1920 hizo votos y fue ordenado obispo. Durante su vida publicó 55 trabajos científicos sobre cirugía y anatomía, ganando el premio estatal en 1946. Aunque fue arrestado en bastantes ocasiones y enviado al exilio por sus opiniones, cuando murió tuvo dignidad como arzobispo de Crimea y Simferopol.

## Características orbitales
Vojno-Yasenetsky está situado a una distancia media del Sol de 2,786 ua, pudiendo alejarse hasta 3,429 ua y acercarse hasta 2,143 ua. Su excentricidad es 0,230 y la inclinación orbital 8,977 grados. Emplea 1698,69 días en completar una órbita alrededor del Sol.

## Características físicas
La magnitud absoluta de Vojno-Yasenetsky es 12,7. Tiene 17,18 km de diámetro y su albedo se estima en 0,06. 